# Josiah Henson
Josiah Henson (Port Tobacco Village (Maryland), 15 juni 1789 - Dresden (Ontario), 5 mei 1883), was een vroegere slaaf uit de Verenigde Staten, die in Canada een school oprichtte om ex-slaven landbouw te onderwijzen.
Zijn leven wordt verondersteld als inspiratie te hebben gediend voor het abolisionistische werk De hut van Oom Tom van Harriet Beecher Stowe.

## Publicaties
- The Life of Josiah Henson, Formerly a Slave, Now an Inhabitant of Canada, as Narrated by Himself. 1849
- Truth Stranger Than Fiction. Father Henson's Story of His Own Life. 1858
- Uncle Tom's Story of His Life: An Autobiography of the Rev. Josiah Henson. 1876

Vertaald:
- Onkel Tom's levensgeschiedenis van 1789 tot 1877, met voorwoord van Mevr. Harriet Beecher Stowe, Amsterdam, Het Evangelisch Verbond,1878.